# Paraphylax mercator
Paraphylax mercator är en stekelart som först beskrevs av André Seyrig 1952.  Paraphylax mercator ingår i släktet Paraphylax och familjen brokparasitsteklar. Inga underarter finns listade i Catalogue of Life.